# Constantin Regamey
Constantin Regamey (* 28. Januar 1907 in Kiew; † 27. Dezember 1982 in Lausanne) war ein Schweizer Indologe und Sprachwissenschaftler sowie autodidaktischer Komponist.
Regamey entstammte einer Musikerfamilie; seine Eltern leiteten eine Musikschule in Kiew. Er wurde 1907 als Sohn eines waadtländischen Vaters und einer polnischen Mutter im Russischen Kaiserreich geboren und ab der frühen Kindheit musikalisch unterwiesen.
Im Jahre 1920 zog er in die polnische Hauptstadt Warschau, wo er am Konservatorium Theorie und Klavier u. a. bei Józef Turczyński sowie an der Universität studierte. Mehrere Semester betrieb er orientalistische Studien in Paris. 1935 wurde er an der Universität Warschau promoviert. Ein Jahr später reichte er seine Habilitation in altindischer Philologie ein und lehrte bis zum Kriegsausbruch als Privatdozent und Lehrbeauftragter. Von 1937 bis 1939 verantwortete er als leitender Redaktor die Musikzeitschrift Muzyka polska. Im Zuge der deutschen Besetzung Polens (ab 1939) und der damit einhergehenden Universitätsschliessung wurde er im Widerstand aktiv. Nach dem Warschauer Aufstand 1944 wurde er festgenommen und in das KZ Stutthof bei Danzig verbracht. Aufgrund seines Schweizer Passes konnte er in die Schweiz entkommen.
1945 wurde er Lehrbeauftragter an der Universität Freiburg (Schweiz) und der Universität Lausanne. 1946 erhielt er eine ausserordentliche und 1951 eine ordentliche Professur für vergleichende Sprachwissenschaften sowie 1960 für orientalische Sprachen in Freiburg. Von 1949 bis 1957 war er ausserordentlicher und von 1957 bis 1977 ordentlicher Professor für slawische und orientalische Sprachen und Kulturen in Lausanne. Von 1962 bis 1971 stand er als Präsident der Schweizerischen Gesellschaft für Asienkunde vor.
Von 1954 bis 1962 war er Herausgeber der Feuilles musicales (gemeinsam mit Pierre Meylan). Nachdem er ab 1960 Vizepräsident gewesen war, wirkte er von 1963 bis 1968 als Präsident des Schweizerischen Tonkünstlervereins sowie der Schweizer Sektion der Internationalen Gesellschaft für Neue Musik (IGNM/ISCM). Ausserdem war er von 1969 bis 1973 im Präsidialrat der ISCM. Bereits während des Zweiten Weltkrieges komponierte er autodidaktisch.

## Schriften (Auswahl)
- Buddhistische Philosophie. Francke, Bern 1950.
- Der Buddhismus Indiens. Christiana-Verlag, Zürich 1964.